# Marconne
Marconne is een plaats en voormalige gemeente in het Franse departement Pas-de-Calais in de regio Hauts-de-France. De plaats maakt deel uit van het arrondissement Montreuil. Marconne telde op 1 januari 2022 1.067 inwoners.

## Geschiedenis
Op 1 januari 2025 is Marconne gefuseerd met de gemeenten Hesdin, Huby-Saint-Leu en Sainte-Austreberthe tot de gemeente Hesdin-la-Forêt.

## Geografie
De oppervlakte van Marconne bedroeg op 1 januari 2022 4,18 vierkante kilometer; de bevolkingsdichtheid was toen 255,3 inwoners per km².

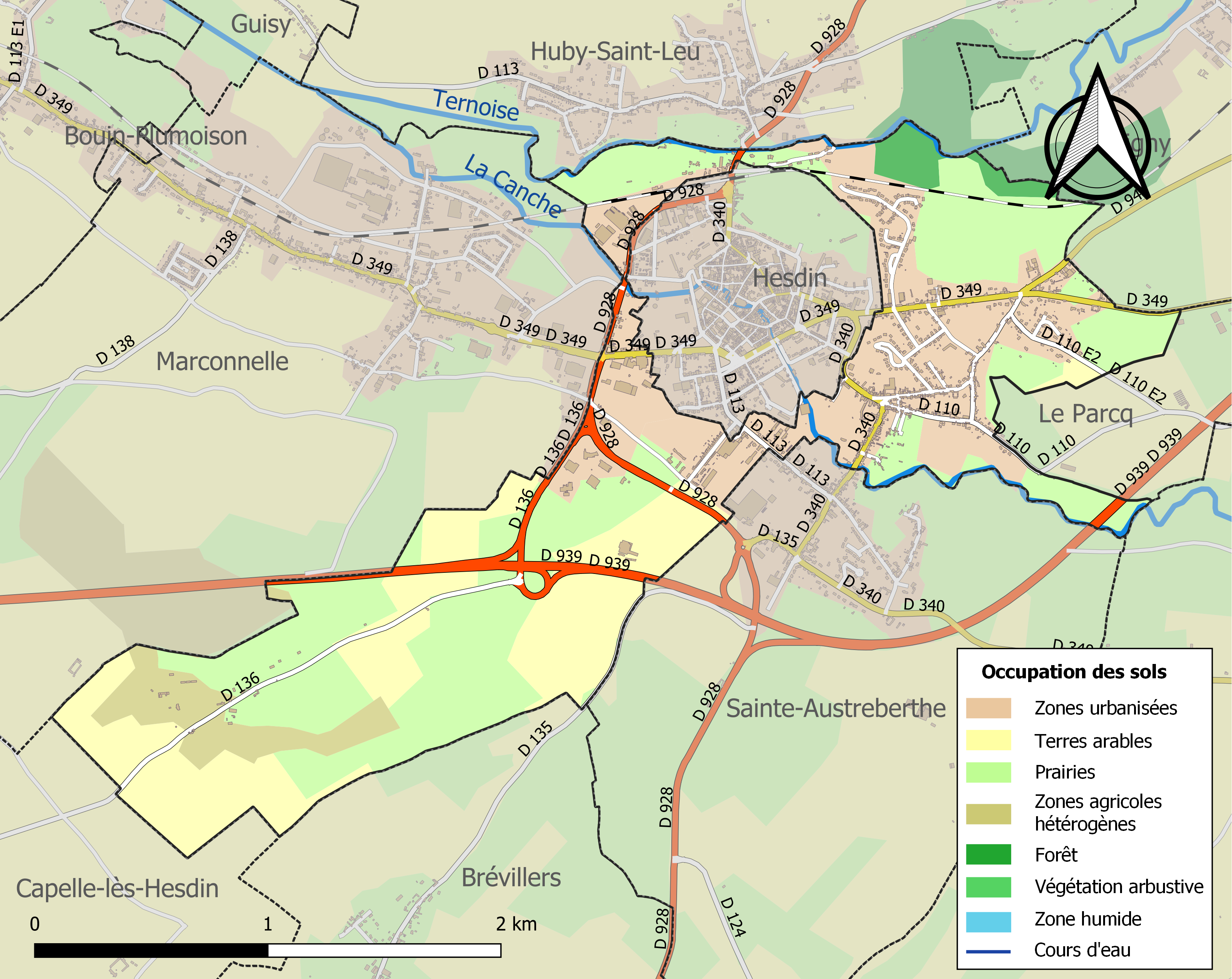
Kaart van de belangrijkste infrastructuur, bodemgebruik en omliggende gemeenten

## Demografie
Onderstaande figuur toont het verloop van het inwonertal.
Hesdin · Huby-Saint-Leu · Marconne · Sainte-Austreberthe